# ان‌جی‌سی ۵۵۷۹
ان‌جی‌سی ۵۵۷۹ یک کهکشان در صورت فلکی گاوران است.